# 索菲·奧古斯塔 (什勒斯維希-霍爾斯坦-戈托普)
索菲·奧古斯塔（德語：Sophie Auguste von Schleswig-Holstein-Gottorf，1630年12月5日—1680年12月12日），安哈特-采爾布斯特親王妃，霍爾斯坦-戈托普公爵腓特烈三世的女兒。

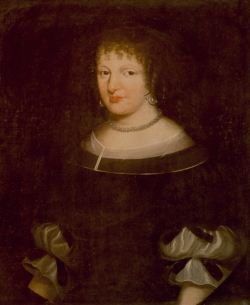

## 家庭
1649年，索菲·奧古斯塔和安哈特-采爾布斯特親王約翰六世結婚，兩人共有3子1女：
1. 卡爾·威廉（1652年—1718年）
2. 安東·金特（英语：Anthony Günther, Prince of Anhalt-Zerbst）（1653年—1714年）
3. 約翰·路德維希（1656年—1704年）
4. 索菲·奧古斯塔（1663年—1694年）